# Comuna Tarhan, Volodarka
Tarhan (în ucraineană Тарган) este o comună în raionul Volodarka, regiunea Kiev, Ucraina, formată din satele Nadrosivka și Tarhan (reședința).

## Demografie
Componența lingvistică a comunei Tarhan
     Ucraineană (98,24%)
     Rusă (1,18%)
     Alte limbi (0,59%)
Conform recensământului din 2001, majoritatea populației comunei Tarhan era vorbitoare de ucraineană (98,24%), existând în minoritate și vorbitori de rusă (1,18%).